# Huzaima bint Nasser
Huzaima bint Nasser, född 1884, död 1935, var drottning av Irak 1921–1933, gift med kung Faisal I av Irak och mor till kung Ghazi av Irak. Hon var även drottning av Syrien under hennes makes korta regeringstid där under år 1920. 

## Biografi
Huzaima bint Nasser var dotter till Amir Nasser Pasha och Dilber Khanum. Hon gifte sig med Faisal år 1904. Hon bodde med Faisal i Damaskus under de fyra månader han var kung där och var formellt sett drottning under den tiden. År 1921 installerades hennes man som kung i Irak av britterna. Hon och hennes barn gjorde honom sällskap i Bagdad år 1924.
Kungen gav Gertrude Bell ansvaret för det kungliga hushållet. Huzaima ogillade Bell för dennas inflytande som kungens rådgivare och för hennes övervakning av kronprinsens uppfostran. Bell beskrev Huzaima bint Nasser och hennes döttrar som vackra och känsliga, men ingen av dem spelade någon offentlig roll. Faisal ansåg inte att det vore politiskt klokt för dem att delta i offentlig kunglig representation. Medan kungen bodde i det kungliga palatset och tog emot statsbesök, levde drottningen isolerad i Harthiya-villan i Bagdad med sina döttrar, där de enbart tog emot besök från kvinnliga gäster. De fick lära sig europeisk etikett och klädde sig i senaste modet från Europa på privata fester med enbart kvinnor närvarande, men visade sig aldrig offentligt och täckte sig med slöjor då de gick ut. 
Huzaima bint Nasser tog emot delegater från Women's Awakening Club 1924 och gav den sitt beskydd, och höll öppningstalet vid Third Eastern Women's Congress i Bagdad 1932.